# حصار (الهند)
حِصَار هي مدينة ومؤسسة بلدية ومقر إداري لمنطقة حصار التابعة لقسم حصار في ولاية هَريانة في شمال غرب الهند حصار تقع بالقرب من بَردة راجستان (RJ 49). تقع 161.2 كم (100.16.2007) ميل) إلى الغرب من نِيودلهي عاصمة الهند وقد جُعلت مدينة مغناطيسية مضادة لمنطقة العاصمة الوطنية لتطويرها كمركز بديل للنمو لدلهي.

## تاريخ

### عصر طغلق

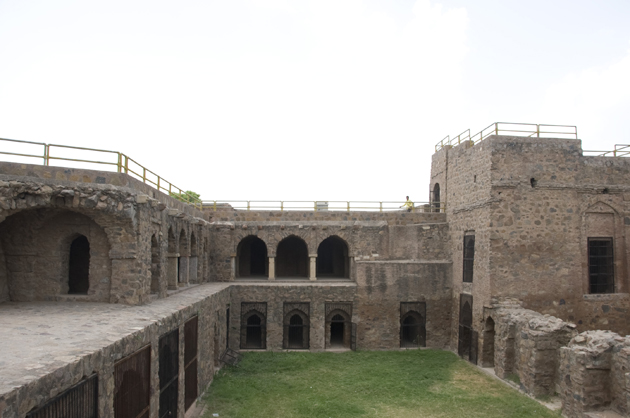
قلعة بناها فيروز شاه طغلق في حصار عام 1354 م

تأسست حصار عام 1354 م باسم «حصار إي فيروز» من قبل فيروز شاه طغلق، الذي حكم سلطنة دلهي من 1351 إلى 1388. بنى حصنًا مسورًا بأربعة بوابات، وبوابة دلهي وبوابة موري من الشرق، وبوابة ناغوري من الجنوب، وبوابة تلاقي من الغرب.  بدأ بناء الحصن عام 1354 م واكتمل عام 1356 م. في منتصف الحصن وقف قصر فيروز شاه. بصرف النظر عن العديد من الشقق الموجودة تحت الأرض، كان للمجمع مبان مختلفة مثل باره دري ومسجد وديوان و Shahi Darwaza. بالقرب من القصر كان Gujri Mahal الذي بناه الإمبراطور لاسم زوجته Gujri.  سميت المدينة باسم حصار فيروز، مما يعني حصن فيروز بالفارسية. غزا تيمور المدينة عام 1398 م وأضرم جنوده النار في الحصن. 

## دِين
أكثر من 97٪ من سكان المدينة هم من أتباع الهندوسية. أما نسبة 3٪ المتبقية فهم أتباع السيخية واليانية والإسلام والمسيحية. كانت المدينة تضم عددًا كبيرًا من السكان المسلمين قبل استقلال الهند في عام 1947 وبعد ذلك هاجر معظم المسلمين إلى باكستان أثناء تقسيم الهند. 

### المدينة
| دِين               | السكان (1911) | النسبة المئوية (1911) | السكان (1941) :30 | النسبة المئوية (1941) |
| ----------------- | ------------- | --------------------- | ----------------- | --------------------- |
| الهندوسية         | 9530          | 55.53%                | 15.921            | 55.63%                |
| دين الاسلام       | 7063          | 41.15%                | 11116             | 38.84%                |
| السيخية           | 97            | 0.57%                 | 390               | 1.36%                 |
| النصرانية         | 67            | 0.39%                 | 166               | 0.58%                 |
| أخرى              | 405           | 2.36%                 | 1,025             | 3.58%                 |
| إجمالي عدد السكان | 17162         | 100%                  | 28618             | 100%                  |

### تحصيل
| دِين               | السكان (1941) :58 | النسبة المئوية (1941) |
| ----------------- | ----------------- | --------------------- |
| الهندوسية         | 157.058           | 65.48%                |
| دين الاسلام       | 64499             | 26.89%                |
| السيخية           | 15,712            | 6.55%                 |
| النصرانية         | 572               | 0.24%                 |
| أخرى              | 2,016             | 0.84%                 |
| إجمالي عدد السكان | 239857            | 100%                  |